# Banda Black Rio
Banda Black Rio è un gruppo musicale brasiliano formatosi a Rio de Janeiro nel 1976.
Ha un repertorio sulla base di funk, ma anche samba, jazz e ritmi brasiliani.
La sua dominante è senza dubbio il Funk, evidenziato dal forte e potente sound del Basso abbinato alla tecnica dello "Slap".
È un gruppo nella cui musica si sente molto l'influenza di gruppi di quel periodo (anni '70) come gli Earth, Wind & Fire e i Kool & the Gang.
Il gruppo ha prodotto 4 album nel periodo di oltre 20 anni (quasi 30) di attività musicale.
- 1976 - Maria Fumaca
- 1978 - Gafieira Universal
- 1980 - Saci Pererê
- 2001 - Movimento

## Maria Fumaca (1976)

### Tracce dall'album
- 1.  Maria Fumaca
- 2.  Na Baixa do Sapateiro
- 3.  Mr. Funky Samba
- 4.  Caminho da Roça
- 5.  Metalurgica
- 6.  Baiao
- 7.  Casa Forte
- 8.  Leblon Via Voz Lobo
- 9.  Urubu Malandro
- 10. Junia

Album di inizio percorso della Band. È l'album che li fa conoscere al grande pubblico e, per gli esperti musicofili, li impone come un nuovo gruppo funk, innovativo grazie alla mescolanza con altri generi come i suddetti Samba e Jazz.

## Gafieira Universal (1978)

### Tracce dall'album
- 1.  Chega Mais (Imaginei Você Dançando)
- 2.  Vidigal
- 3.  Gafieira Universal
- 4.  Tico-tico no fubá
- 5.  Ibeijada
- 6.  Rio de Fevereiro
- 7.  Dança Do Dia
- 8.  Samboreando
- 9.  Cravo e Canela
- 10. Expresso Madureira

## Saci Pererê (1980)

### Tracce dall'album
- 1.  Saci Pererê
- 2.  Miss Cheryl
- 3.  Melissa
- 4.  De onde vem
- 5.  Subindo o morro
- 6.  Amor natural
- 7.  Profissionalismo é isso aí
- 8.  Broto sexy
- 9.  Tem que ser agora
- 10. Zumbi

Saci Pererê è l'album più influenzato dagli Earth, Wind & Fire. Le canzoni sono contornate da un sound molto Disco music e con coretti che condiscono la composizione musicale.